# Jelsa skulemuseum
Jelsa skulemuseum är ett museum under Ryfylkemuseet i Rogaland fylke i Norge. Det ligger i Jelsa i Suldals kommun. Den Riibergske Skules skolhus, uppfördes 1774 med medel från Marcille Riibergs stiftelse
Marcille Riiberg (född omkring 1705) var brorsdotter till prästen i Jelsa, Mentz Blix och bodde en tid hos sin farbror. Hon köpte 1751 Jelsa kyrka och Sands kyrka och inrättade 1755 genom sitt testamente en stiftelse, som skulle överta kyrkorna och tillhörande lantegendomar. Gåvobrevet godkändes av kung Frederik IV av Danmark. Skolhuset byggdes efter hennes död och tog emot sina första elever 1775. Prästen i Jelsa var styresman och klockaren lärare.
Riibergske skule var dels en skola för barn till de så kallade "strandsittarna" i Jelsa, hantverkare och folk som försörjde sig på fiske, dels en skola för två ungdomar som under två års tid utbildades till lärare i grundskolan i bygderna i Ryfylke. Lärarutbildningen drevs under 45 års tid till 1820, då den lades ned av ekonomiska skäl. Barnskolan var kvar i byggnaden fram till in på 1900-talet.
Skolhuset rymmer en skolsal, ett kök med matsal och ytterligare ett rum. Efter det upphört som skolhus, användes det som möteslokalför Jelsa og Erfjords härad och som bönehus. År 1959 blev det bibliotek och 1967 läkarmottagning. Det restaurerades efter att ha stått tomt en period och förfallit. Det öppnades 1983 som skolmuseum.